# Resolutie 13 Veiligheidsraad Verenigde Naties
Resolutie 13 van de Veiligheidsraad van de Verenigde Naties werd op 12 december 1946 unaniem aangenomen door de Raad tijdens diens 83ste vergadering.

## Achtergrond
Op 29 augustus had de VN-Veiligheidsraad drie van negen kandidaturen aan de Algemene Vergadering van de Verenigde Naties aanbevolen voor lidmaatschap van de organisatie in resolutie 8. Een van de zes overige landen was Siam (het huidige Thailand). Op 29 november vroeg de Algemene Vergadering in haar resolutie 35 om de kandidatuur van Siam te heroverwegen.

## Inhoud
De Veiligheidsraad nam akte van de unanieme goedkeuring van de Algemene Vergadering van het lidmaatschap van Siam. De Veiligheidsraad beval de Algemene Vergadering aan om Siam lid van de Verenigde Naties laten worden.

## Verwante resoluties
- Resolutie 8 Veiligheidsraad Verenigde Naties beval drie andere landen aan voor VN-lidmaatschap.
- Resolutie 35 Algemene Vergadering Verenigde Naties vroeg de Veiligheidsraad om Siam opnieuw te overwegen.

Lijst ·  1 ·  2 ·  3 ·  4 ·  5 ·  6 ·  7 ·  8 ·  9 ·  10 ·  11 ·  12 ·  13 ·  14 ·  15